# Керанн
Керанн (фр. Cairanne) — коммуна во французском департаменте Воклюз региона Прованс — Альпы — Лазурный Берег. Относится к кантону Везон-ла-Ромен.

## Географическое положение

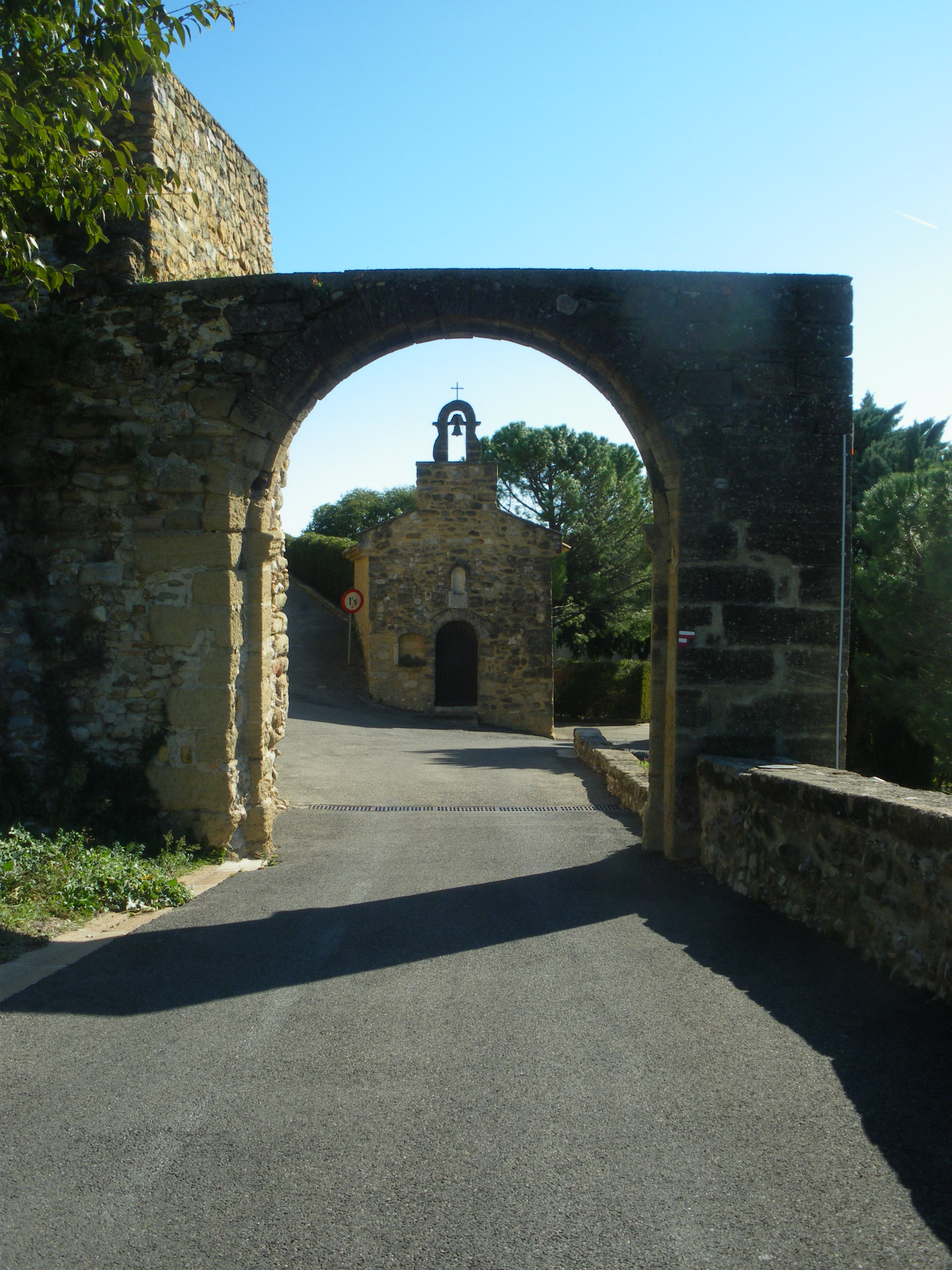
Керанн.

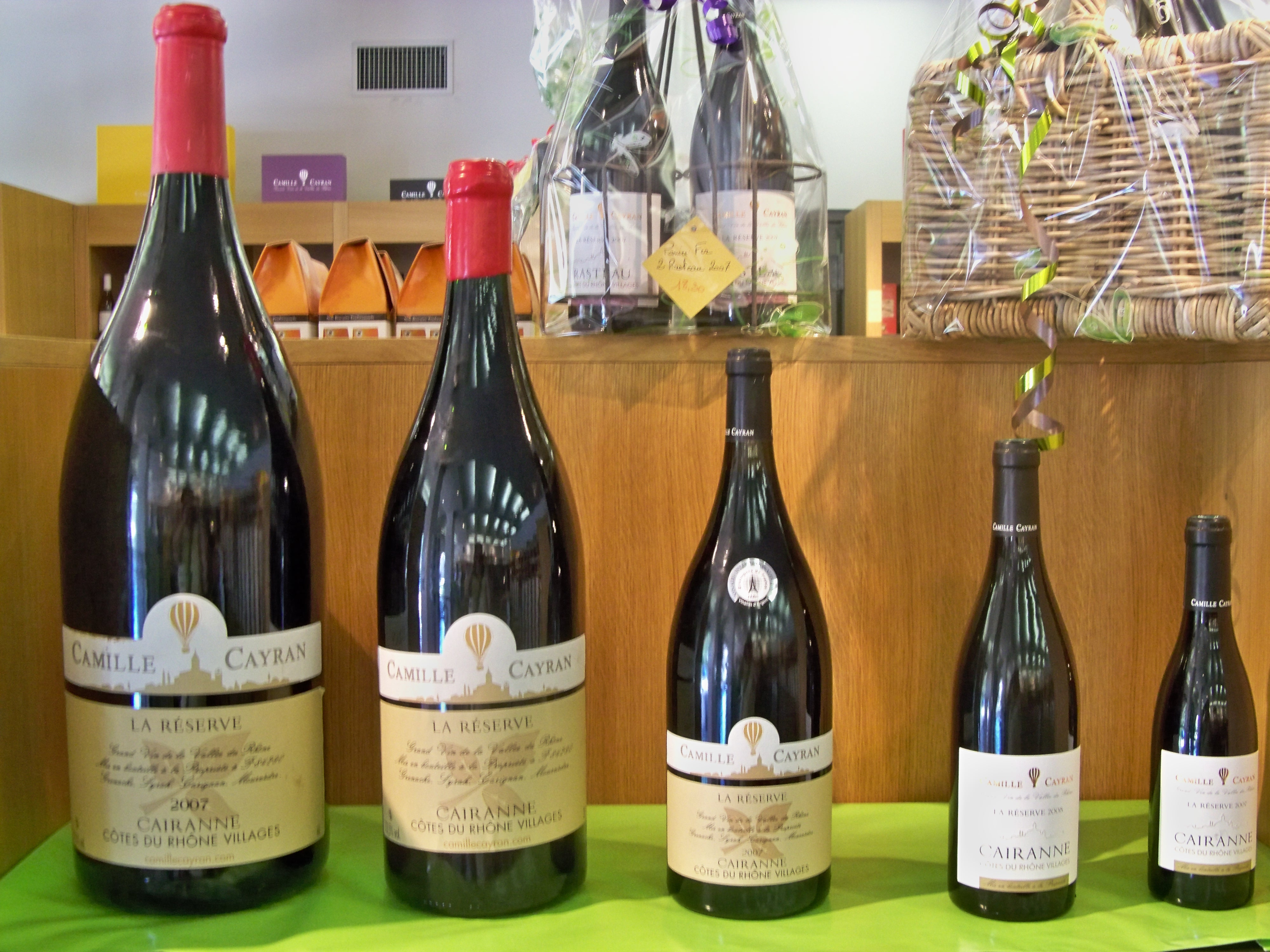
Вино марки Керанн.

Керанн расположен в 33 км к северу от Авиньона. Соседние коммуны: Сен-Ромен-де-Мальгард на северо-востоке, Расто и Роэ на востоке, Лагард-Пареоль на западе, Сент-Сесиль-ле-Винь на северо-западе.
Коммуна находится у тальвега реки Эг.

## Демография
Население коммуны на 2010 год составляло 983 человека.
| 1962 | 1968 | 1975 | 1982 | 1990 | 1999 | 2010 |
| ---- | ---- | ---- | ---- | ---- | ---- | ---- |
| 889  | 871  | 809  | 840  | 863  | 851  | 983  |

## Достопримечательности
- Фонтан Мург близ бывшего монастыря.
- Дом госпитальеров (тамплиеров), XI век, ныне Музей вина.
- Часовня Нотр-Дам-дез-Эксе, 1631 года.
- Часовня Сен-Рош, в XVIII веке была приходской церковью.
- Часовня Сен-Женьес при кладбище, романская церковь XI века.
- Развалины фортификационных сооружений, первые из которых датируются 1123 годом, сохранились две круговые башни с воротами (порт-Сен-Рош и порт-Нотр-Дам).